# 권혁주 (교수)

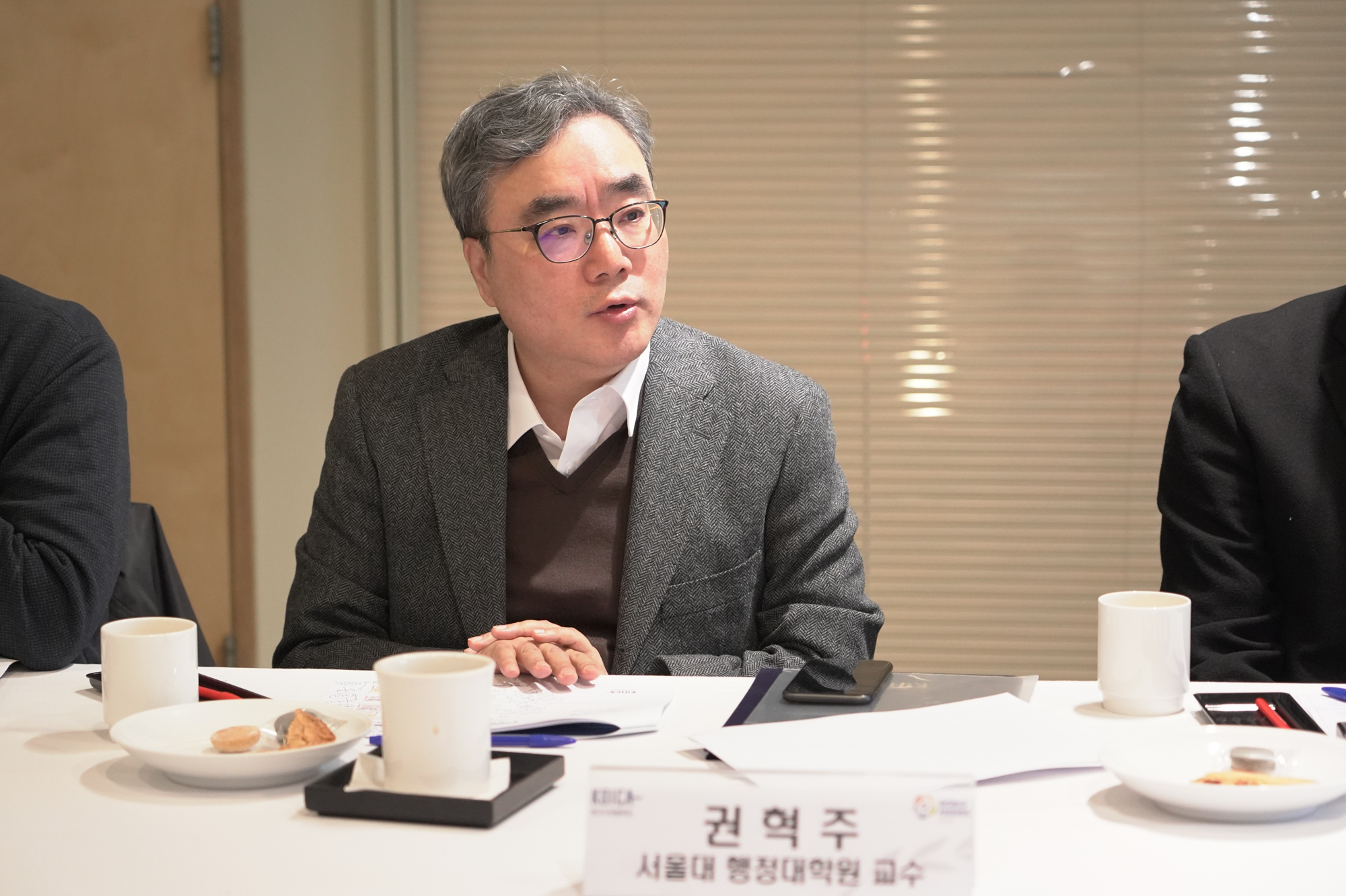
2020년 코이카 2030위원회 발족식

권혁주는 대한민국의 행정학자이다.

## 학력
- 1986 서울대학교 정치학 학사
- 1988 서울대학교 정치학 석사
- 1995 옥스퍼드 대학교 정치학(사회정책)박사

## 경력

### 교육경력
- 성균관대학교 BK21 국정관리사업단장(2006-2007년)
- 성균관대학교 부교수 (2005년)
- 성균관대학교 조교수 (1999년)
- 성균관대학교 전임강사 (1997년)

### UN경력
- 2002년 2월 - 2005년 1월 Research Co-ordinator United Nations Research Institute for Social Development(UNRISD) Geneva, Switzerland

## 주요자문활동
- 행정자치부 인사국 자문위원회 위원 (2000. 4 – 2002)
- 행정자치부 공무원 연금운영위원회: 전문가 소위원회 위원 (2001. 3 – 2002)
- 행정자치부 인사국 자문위원회 위원 (2000. 4 – 2002)
- 행정자치부 공무원연금관리운영위원회 위원 (2006. 3 - 2008)
- 행정자치부 공무원연금 발전위원회 위원 (2006. 6 - 2009)
- 국무총리실 공적연금 협의회 위원 (2007. 4 - 2010)
- 기획재정부 공기업 경영평가단 평가위원 (2009. 4 – 2012)
- 국무총리실 국제개발협력위원회 평가위원 (2012. 7  – 2014)
- 국회입법조사처 조사분석지원위원 (2012. 7 – 2015)
- 법제처 자체평가위원회 평가위원 ( 2012. 9 – 2014 )
- 국민권익위원회 자문위원 (2014. 3 – 2018)
- 국무총리실 국제개발협력위원회 위원 (2018 .7 – 현재)
- 코이카 2030위원회 위원장[2]

### 국제자문경력
- World Bank / ASEM (Social Policy) (1999년 - 2000년)
- UN Research Institute for Social Development (2001년)
- Asian Development Bank Institute (2002년)
- United Nations Economic Commission for Asia and Pacific (2007년)
- International Monetary Fund(IMF) (2014)

## 학술활동
- 국제개발협력학회 편집위원장 (2011. 1 - 2013)
- 한국행정학회 국제협력위원장 (2011. 1 -  2012)
- 한국사회과학협의회 대외협력위원장 (2012. 1 -  2013)
- Vice-President :   ISA Research Committee on Poverty , Social Welfare and Social Policy (2010. 1 - 현재)
- 한국행정학회 한국행정학보 편집위원장 (2015 – 2016)
- Co-Editor : Global Social Policy (2016 – 현재)
- 국제개발협력학회 회장[3] (2019 - )

## 주요저서

### 논문
- 2017 Socioeconomic Performance in Sub-Saharan Africa with Reference to Southeast Asia: Natural Resources or Institutions?, The Korean Journal of Policy Studies, Vol.32, No.3
- 2017 무상보육의 정책효과 분석: 영유아 양육가구의 자녀양육비 지출 변화를 중심으로, 한국사회와 행정연구, 28권 3호.
- 2017 Implications of the Sustainable Development Goals for global social policy, Global Social Policy, Vol. 17, No. 2.
- 2016 기초연금의 정책효과 분석- 노인의 생활비 지출을 중심으로, 한국행정논집, 28권 3호.
- 2016 한국의 사회갈등과 사회통합 방안: 사회구조적 관점에서, 행정논총, 54권 2호.
- 2015  개발효과성 관점에서 개발협력사업 평가체계의 분석: 독일·영국·한국의 개발협력사업 평가에 대한 비교를 중심으로, 한국정책학회보, 24권 3호.
- 2015  장애인연금의 정책효과성에 관한 연구- 중증장애인가구의 소비지출을 중심으로, 한국정책학회보, 24권 1호.
- 2015  The Evolution of Cash Transfers in Indonesia: Policy Transfer and National Adaptation, ASIA & THE PACIFIC POLICY STUDIES, Vol 2, No. 2, pages 425-440 .
- 2015 Shaping the national social protection strategy in Cambodia: Global influence and national ownership, Global Social Policy, Vol. 15, No. 2 .
- 2014 Poverty Reduction and Good Governance: Examining the Rationale of the Millennium Development Goals, Development and Change, Volume 45, Issue 2,  pages 353–375.

### 단행본
- 2018 성공하는 정부를 위한 국정운영, 권혁주 편, 서울: 박영사.
- 2017 The Korean Government and Public Policies in a Development Nexus: Sustaining Development and Tackling Policy Changes – Volume 2, Springer. (공저)
- 2017 새로운 패러다임 행정학, 정정길 외, 서울: 대명사. (공저)
- 2016 지속가능한 개발과 공공행정: 개발도상국 사례 연구, 권혁주 외, 서울: 문우사.
- 2014   Korean Government an Public Policies in a Development Nexus,  Springer: London
- 2006 ‘International Encyclopedia of Social Policy (3 volume set), London: Routledge.Co-editing with Tony Fitzpatrick, Nick Manning, James Migely.
- 2005 Transforming the Developmental Welfare State in East Asia, London: Palgrave.